# Wishful Sinful
A Wishful Sinful egy dal a The Doors együttes 1969-es The Soft Parade című albumáról, melynek szerzője Robby Krieger gitáros volt. A dal kislemezen kiadva a 44. helyet érte el a Billboard Hot 100 slágerlistán. Legjobb helyezése Dániában volt, ahol a slágerlista 3. helyéig jutott a dal.
A dalban erősen kivehető a szimfonikus zene hatása, az együttes tagjain kívül egy vonós szekció is közreműködött a dalban. Emellett angolkürt is hallható a zenében; a hangszeren Champ Webb játszott.

## Helyezések
| Slágerlisták (1969) | Legjobb helyezés |
| ------------------- | ---------------- |
| Dánia               | 3                |
| Kanada RPM          | 27               |
| Billboard Hot 100   | 44               |

## Külső hivatkozások
- AllMusic